# 取次ぎ (法用語)
取次ぎ（とりつぎ）とは、大陸法において、自己の名をもって他人の計算で法律行為をなすことを指す、私法上の概念。商法や金融規制などにおいて用いられる。他人の計算で法律行為を行うという点で代理（直接代理）と類似することから、「間接代理」と呼ばれることもある。
代理のうち特に非顕名代理に類似するが、法律効果はいったん自己に帰属した後に直ちに本人に移転することになるため、この点において、法律効果が直ちに本人に帰属する代理とは異なる。

## 日本法
取次ぎに関する行為は営業的商行為に分類される（商法第502条11号）。
物品（有価証券を含むが、不動産は含まれない。）の販売又は買入れの取次ぎをする商人を問屋（商法第551条）といい、物品運送の場合は運送取扱人というほか、販売又は買入れ以外の行為の取次ぎを行う商人（商法第558条）を講学上、準問屋と呼び、これらを取次商と総称する。取次商をめぐる法律関係は商法第551条以下の規制に服するほか、運送取扱人については商法第559条以下に特則が定められている。
また、有価証券の売買やデリバティブ取引の取次ぎについては、これらの代理または媒介と同様に、金融商品取引業や商品先物取引業として規制対象とされている。